# Белегра
Белегра (итал. Bellegra) је насеље у Италији у округу Рим, региону Лацио.
Према процени из 2011. у насељу је живело 1929 становника. Насеље се налази на надморској висини од 748 м.

## Становништво
| 1931. | 1936. | 1951. | 1961. | 1971. | 1981. | 1991. | 2001. | 2011. |
| ----- | ----- | ----- | ----- | ----- | ----- | ----- | ----- | ----- |
| 2.998 | 3.157 | 3.584 | 3.400 | 3.059 | 3.003 | 3.134 | 3.029 | 2.948 |